# Popis religijskih prevara
Ovo je popis značajnih religijskih prevara. Tijekom povijesti, mnogi su ljudi iskoristili lakovjernost drugih i privukli pažnju stvarajući razne prevare. 

## U hinduizmu
- Čudo mlijeka – 1995. i 2006. u hinduističkim su hramovima kipovi upili mlijeko ponuđeno kao žrtvu, što su mnogi hinduisti proglasili čudom.[1]

## U židovstvu
- Protokoli Sionskih mudraca – antisemitski spis koji je navodno zbornik zapisnika s masonskih sastanaka te tako opisuje navodnu židovsku i masonsku zavjeru da se zavlada svijetom.[2][3]

## U kršćanstvu
- Knjiga Jašerova – Jacob Ilive napravio je ovu krivotvorinu.
- Pismo Benanovo – Ova krivotvorina opisuje susret svećenika iz starog Egipta s Isusom i apostolima.
- Maria Monk – Ova je Kanađanka napisala knjigu u kojoj je objavila da je bila seksualno zlostavljana u svom samostanu, premda nema dokaza da se takvo što ikada zbilo.
- Monita Secreta[4][5]
- Rukopis Sonnini[6]
- Sionski priorij
- Pločice iz Kinderhooka
- Salamandrovo pismo
- Knjiga Abrahamova

## U islamu
- Raspolavljanje Mjeseca
- Sotonski stihovi